# Viktor de Kowa

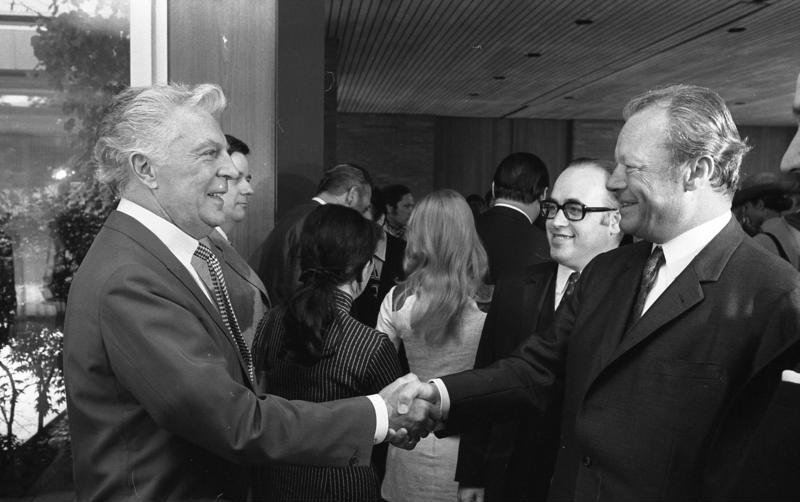
Viktor de Kowa et Willy Brandt en 1971.

Viktor de Kowa (aussi orthographié Victor de Kowa), né Victor Paul Karl Kowalczyk le 8 mars 1904 à Hohkirch, royaume de Prusse, aujourd'hui Przesieczany, Pologne et mort le 8 avril 1973 à Berlin-Ouest, Allemagne de l'Ouest, est un acteur de théâtre et de cinéma, un réalisateur, un chansonnier, un conteur et un humoriste.

## Biographie
Après avoir suivi des cours de théâtre avec Erich Ponto, Viktor de Kowa fit ses débuts au Staatsschauspiel Dresden en 1922 et joua sur les scènes de Lübeck, Francfort et Hambourg. Il fréquenta ensuite le Volksbühne Berlin, le Deutsches Theater et le Konzerthaus de Berlin de Gustaf Gründgens.
En 1927, il fit ses débuts à l'écran avec une petite apparition dans un film de Nils Olaf Chrisander, The Heart Thief, devenant ensuite l'un des acteurs comiques les plus connus de l'UFA.
Sous le Troisième Reich, il rejoignit le parti nazi et réalisa en 1941 un film de propagande, Kopf hoch, Johannes !, qui présentait une vision idéalisée des Napola (les Nationalpolitischen Erziehungsanstalten, qui étaient destinées à devenir les écoles de l'élite du Reich), ce qui lui permit de figurer sur la Gottbegnadeten-Liste (liste des bénis de Dieu), l'exemptant donc de l'obligation de mobilisation.
Malgré ses compromissions avec le cinéma nazi, sa carrière reprit rapidement après la Seconde Guerre mondiale : en 1945, il devint directeur du Berlin Tribüne et fut membre du Burgtheater de Vienne entre 1956 et 1962. Président de la coordination des syndicats de la culture et des médias, il fut aussi membre de la Confédération allemande des syndicats (DGB).
D'abord marié à l'actrice Ursula Grabley, il épousa ensuite l'actrice et chanteuse Michiko Tanaka.

## Filmographie partielle
- 1929 : Danseuse de corde (Katharina Knie) de Karl Grune
- 1931 : 1914, fleurs meurtries (1914, die letzten Tage vor dem Weltbrand), de Richard Oswald
- 1931 : Die andere Seite de  Heinz Paul
- 1933 : Polizeiakte 909 de Robert Wiene
- 1934 : Nuit de mai de Henri Chomette - Der junge Baron Neuhaus de Gustav Ucicky avec Käthe von Nagy
- 1946 : L'Extravagant Millionnaire (Peter Voss, der Millionendieb) de Karl Anton
- 1943 : Jeune fille sans famille (Altes Herz wird wieder jung) d'Erich Engel
- 1954 : Une histoire d'amour (Eine Liebesgeschichte) de Rudolf Jugert
- 1955 : Le Général du Diable d'Helmut Käutner
- 1961 : C'est pas toujours du caviar de Géza von Radványi